# Сосан (Чхунчхон-Намдо)

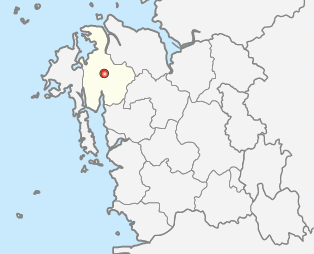
Розташування

Сосан (кор.  서산시 ,  瑞 山 市, Seosan-si) — місто в провінції Чхунчхон-Намдо, Південна Корея.

## Географія
Сосан розташований в західній частині провінції Чхунчхон-Намдо, межує з повітами Хонсон, Есан та Танджін на сході, повітом Тхеан на заході. Омивається Жовтим морем. Місцевість в основному рівнинна в прибережній зоні, на сході — ближче до центру Корейського півострова — горбиста. До території міста входить 29 невеликих островів, з яких 24 нежилі.

### Клімат
Місто знаходиться у зоні, котра характеризується вологим субтропічним кліматом. Найтепліший місяць — серпень із середньою температурою 25.6 °C (78 °F). Найхолодніший місяць — січень, із середньою температурою -1.7 °С (29 °F).
| Клімат Сосана           | Клімат Сосана | Клімат Сосана | Клімат Сосана | Клімат Сосана | Клімат Сосана | Клімат Сосана | Клімат Сосана | Клімат Сосана | Клімат Сосана | Клімат Сосана | Клімат Сосана | Клімат Сосана | Клімат Сосана |
| Показник                | Січ.          | Лют.          | Бер.          | Квіт.         | Трав.         | Черв.         | Лип.          | Серп.         | Вер.          | Жовт.         | Лист.         | Груд.         | Рік           |
| Абсолютний максимум, °C | 12            | 17            | 22            | 28            | 31            | 33            | 35            | 35            | 31            | 28            | 22            | 17            | 35            |
| Середній максимум, °C   | 2             | 3             | 9             | 16            | 21            | 25            | 27            | 28            | 25            | 19            | 12            | 5             | 16            |
| Середня температура, °C | −1            | 0             | 5             | 11            | 16            | 21            | 24            | 25            | 20            | 14            | 7             | 1             | 12            |
| Середній мінімум, °C    | −5            | −3            | 0             | 5             | 11            | 16            | 21            | 21            | 16            | 8             | 3             | −2            | 7             |
| Абсолютний мінімум, °C  | −18           | −16           | −8            | −4            | 2             | 7             | 13            | 13            | 4             | −1            | −7            | −15           | −18           |
| Днів з опадами          | 15            | 12            | 11            | 11            | 10            | 12            | 17            | 14            | 11            | 9             | 14            | 17            | 153           |
| Днів з дощем            | 5             | 6             | 9             | 11            | 10            | 12            | 17            | 14            | 11            | 9             | 12            | 9             | 125           |
| Днів зі снігом          | 11            | 8             | 3             | 0             | 0             | 0             | 0             | 0             | 0             | 0             | 3             | 10            | 35            |
| ----------------------- | ------------- | ------------- | ------------- | ------------- | ------------- | ------------- | ------------- | ------------- | ------------- | ------------- | ------------- | ------------- | ------------- |
| Джерело: Weatherbase    |               |               |               |               |               |               |               |               |               |               |               |               |               |

## Історія
В епоху Самхан Сосан був частиною племінного об'єднання Махан, тоді тут знаходився племінний союз Чхірігук. Пізніше ця територія стала належати державі Пекче. Пізніше, в епоху династії Сілла, в 755 році ця місцевість увійшла до складу повіту Пусон. Під час династії Коре, в 1284 році, на території сучасного Сосана виник район соджу (Соджумок), а дещо пізніше, в 1310 у — район Сорен (Соренбу). У 1413 році, в епоху Чосон, виник повіт Сосан (Сосангун). Статус міста був отриманий Сосаном в 1989 році.

## Культура
Традиційна лялькова вистава коктугаксі норі є візитною карткою Сосану. Вистава входить в список нематеріальної спадщини країни. Вважається, що коктугаксі норі виникло в епоху Коре. У той час воно було гостро сатиричним, в ньому висміювалися аристократичні верстви населення.
Крім того, в Сосані проводиться кілька фестивалів, серед яких фольклорні фестивалі, історичні фестивалі, фестивалі мистецтв. Найбільш примітні з них:
- Фестиваль мистецтв імені Ан Гена — під час цього фестивалю проводяться літературні читання, виступи фольклорних колективів, виставки художників.
- Фестиваль Пеккаріте — проходить щороку в січні — це селянський фестиваль, присвячений зустрічі нового року. Можна побачити традиційні корейські ритуали і молитви про багатий врожай в наступному році.
- Історичний фестиваль фортеці в Хемімене — проводяться масові театралізовані вистави, розповідають життя міста під час династії Чосон.
- Фестиваль птахів — має екологічну спрямованість, проходить щорічно в жовтні, в розпал сезону міграції місцевих пернатих.

## Туризм і визначні пам'ятки
Природні:
- Гори Каясан — включають кілька піків вище 500 м. У цих горах прокладено безліч туристичних маршрутів, включаючи маршрути спеціально для жінок і дітей. На схилах гір розташовано безліч пам'яток старовини, в основному буддійські монастирі. Інші відомі гори, що розташовані на території Сосана — це Тобісан і Пхальбонсан).
- Долина Йонхен — знаходиться в горах Каясан. Довжина долини — близько 5 км. Є одним з головних напрямків гірського туризму в цих краях. У долині є декілька мальовничих водоспадів.
- Пляжі Сосана — узбережжя у Сосані відкрито для відвідування туристами. Пляжі піщані, за смугою пляжів починаються невисокі дюни, порослі сосновим лісом. Найвідоміші пляжі Сосана — Копадо і Польчхонпхо.

Історичні:
- Буддійські монастирі Кесімса (VII століття), Мусунса (XIV століття), Чхонджанса (VII століття). Кілька дрібніших середньовічних буддійських храмів.
- Фортеця в районі Хемі (Хеміипе). Була побудована в XV століття, виконувала функції військового табору до часів династії Чосон. Будівлі добре збереглися до наших днів.
- Давня конфуціанська школа в районі Тонмундон — заснована на початку XV століття.
- Висічені в скелі зображення Будди в Унсанмені. Вважається, що ці зображення були зроблені в епоху держави Пекче в VI століття.

## Символи
- Квітка: хризантема — символізує доброту жителів.
- Дерево: сосна — уособлює вміння городян протистояти негараздам.
- Птиця: чирок-клоктун — символізує гармонійний союз жителів міста.

## Міста-побратими
- Японія Тенрі, префектура Нара, Японія — з 1991
- Циньхуандао, Китай — з 1997
- США Кліптон, штат Нью-Джерсі, США — з 1999

## Див. також

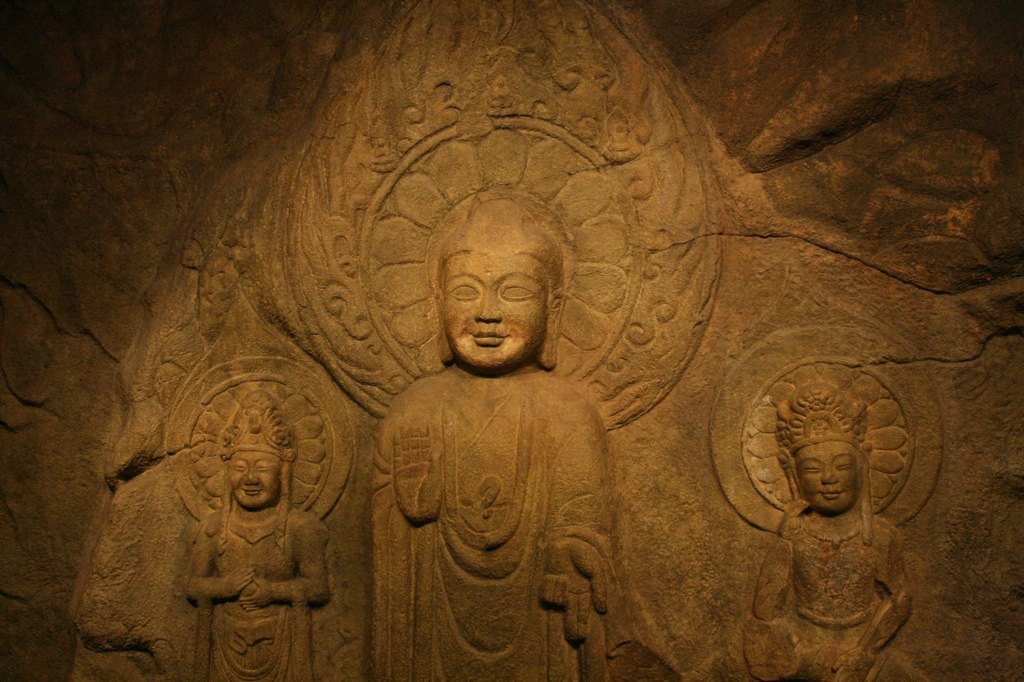
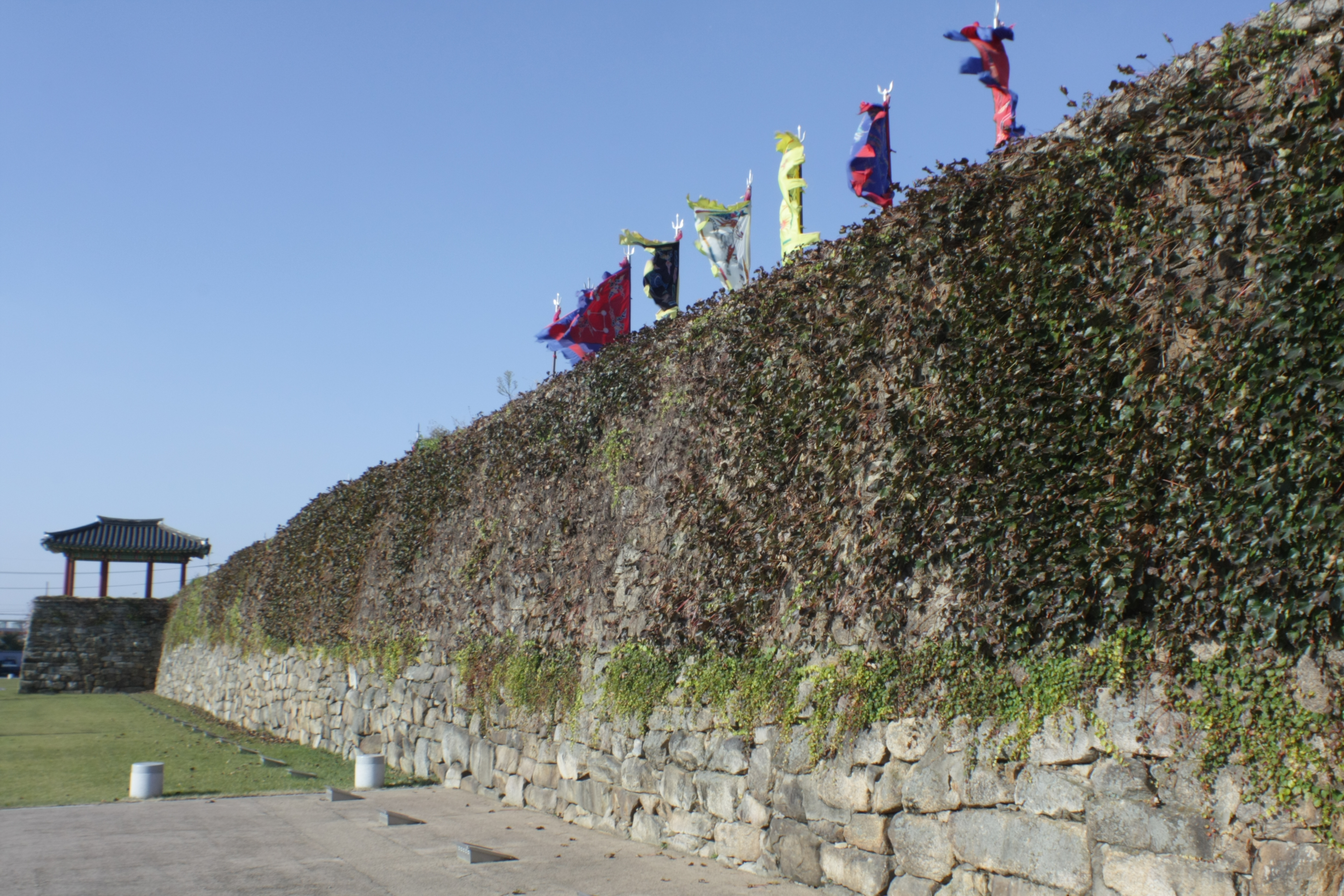
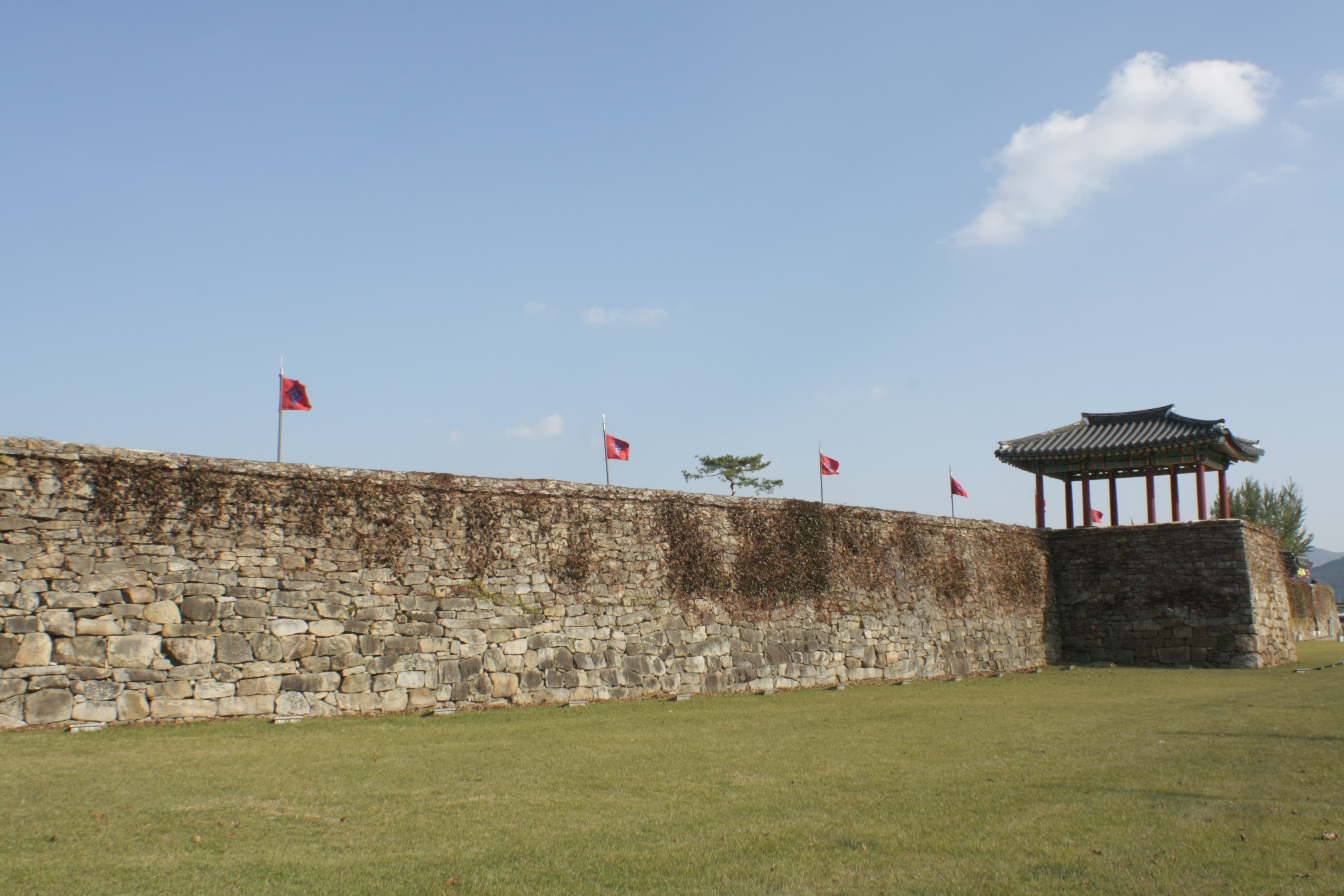
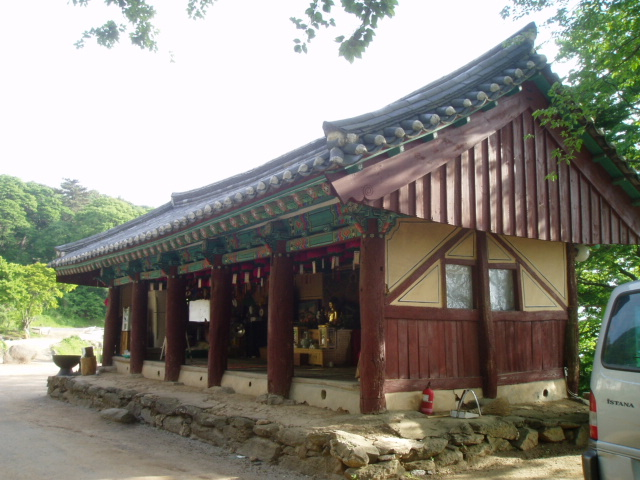
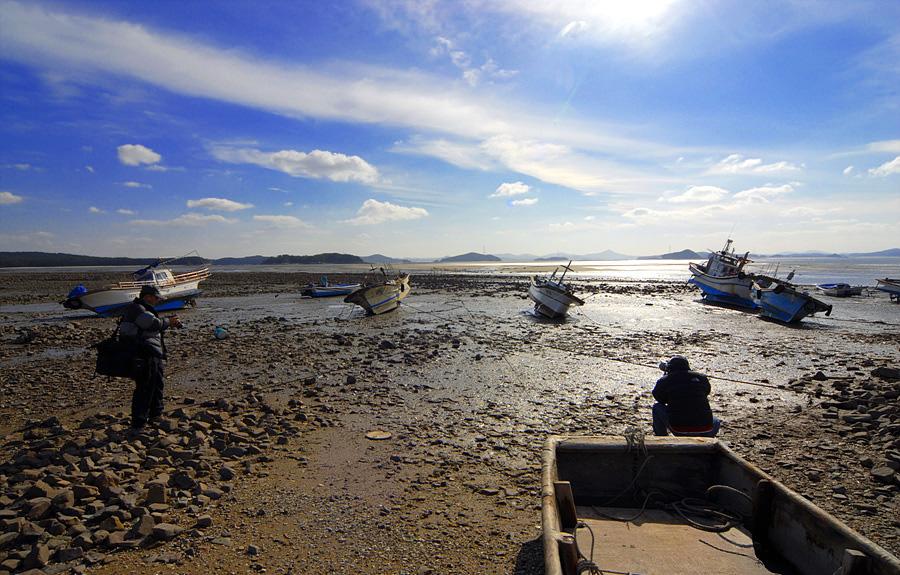